# Oro (colore)
Il colore oro, nelle leghe ternarie, cambia in modo regolare da una tonalità rossiccia ad una gialla chiara, fino ad arrivare ad una verde pallida.
Un'organizzazione svizzera per l'orologeria ha fissato una serie di composizioni standard, che sono state poi adottate quasi interamente dal sistema europeo. Queste composizioni rappresentano quindi uno standard di riferimento di colore, così come risulta dal colore della lega che si ottiene fondendo i metalli secondo le proporzioni specificate in tabella.
Lo standard di colore permette a qualsiasi fabbricante di poter realizzare oggetti con componenti di differenti produttori o fusi con leghe diverse, purché realizzate nella stessa denominazione di colore, senza rischiare di avere differenze nel colore tra le varie parti del prodotto finito.

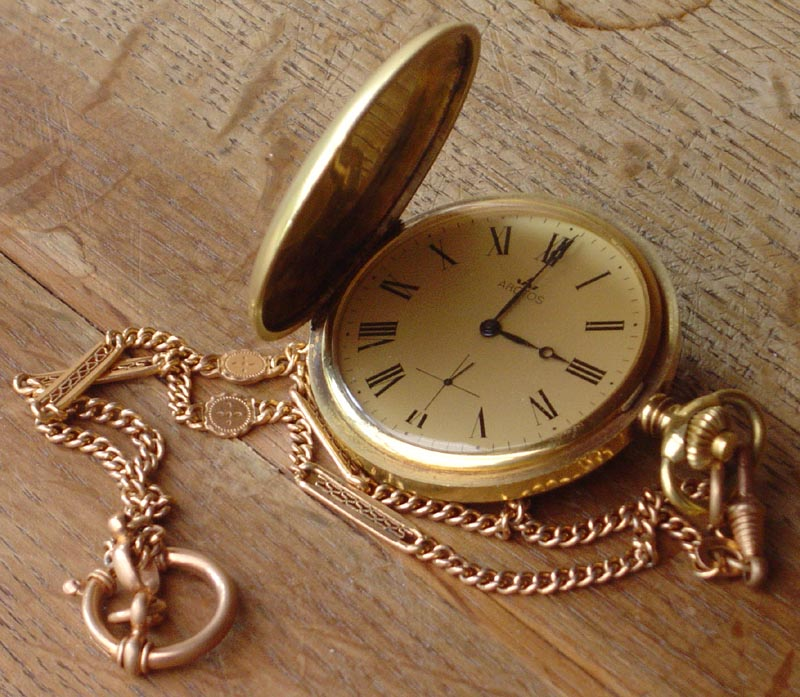
Un orologio d'oro

| Denominazione del colore | Descrizione del colore | Oro | Argento | Rame |
| ------------------------ | ---------------------- | --- | ------- | ---- |
| N2                       | giallo chiaro          | 750 | 160     | 90   |
| N3                       | giallo                 | 750 | 125     | 125  |
| N4                       | rosa                   | 750 | 90      | 160  |
| N5                       | rosso                  | 750 | 45      | 205  |

## Simbologia
Insieme al verde, l'oro è, dal 19 aprile 1984 uno dei due colori ufficiali dell'Australia, di cui costituisce anche simbolo nazionale.